# Kaizad Gustad
Pour les articles homonymes, voir Gustad.
Kaizad Gustad est un réalisateur, scénariste et producteur indien né en 1968 à Bombay (Inde).

## Filmographie
Kaizad Gustad écrit les scénarios des films qu'il réalise.
- 1994 : Corner Stone Blues
- 1995 : Lost and Found (également producteur)
- 1998 : Bombay Boys
- 2003 : Boom
- 2007 : Bombil and Beatrice
- 2013 : Jackpot